# 阴地蛇根草
阴地蛇根草（学名：Ophiorrhiza umbricola）是茜草科蛇根草属的植物，是中国的特有植物。分布在中国大陆的西藏、云南等地，生长于海拔2,000米至3,000米的地区，一般生长在密林下，目前尚未由人工引种栽培。